# União da Vitória (gemeente)
União da Vitória is een gemeente in de Braziliaanse deelstaat Paraná. De gemeente telt 111.466 inwoners (schatting 2009).
De plaats ligt aan de rivier de Iguaçu. De plaats ligt ook aan de deelstaatgrens met direct tegen de plaats aan de plaats Porto União.
De plaats is de zetel van het rooms-katholieke bisdom União da Vitória.

## Aangrenzende gemeenten
De gemeente grenst aan Bituruna, Cruz Machado, Paula Freitas, Paulo Frontin, Porto Vitória en Porto União (SC).

## Verkeer en vervoer
De plaats ligt aan de wegen BR-153, BR-476, PR-153, PR-281 en PR-447.